# Департамент эффективности правительства
Департамент эффективности правительства (англ. Department of Government Efficiency, DOGE, произносится как [doʊdʒ]), официально именуемый Временная организация Службы DOGE США (англ. U.S. DOGE Service Temporary Organization) — временный федеральный орган, созданный в рамках Службы DOGE США (ранее известной как Служба цифровых технологий США). Несмотря на своё название (department — «министерство»), не является министерством на уровне Кабинета США, а входит в Исполнительный офис президента США. Организация была учреждена указом президента Дональда Трампа 20 января 2025 года с заявленной целью модернизации федеральных технологий и программного обеспечения для максимального повышения эффективности и результативности государственного управления. По словам руководства, DOGE отвечает за сокращение неэффективных и мошеннических расходов федерального бюджета, устранение избыточного регулирования и оптимизацию работы государственных органов. Деятельность организации запланирована до 4 июля 2026 года.
Руководителем DOGE до 29 мая 2025 года являлся предприниматель Илон Маск, которому был предоставлен статус специального государственного служащего для управления организацией. Штаб-квартира DOGE расположена в здании административного офиса Эйзенхауэра, там работает около 20 сотрудников. Дополнительные команды DOGE внедрены в различные федеральные агентства для контроля и реализации мер по повышению эффективности.
Название департамента является бэкронимом, отсылающим как к интернет-мему «Doge», так и к криптовалюте Dogecoin, связанной с мемом и поддерживаемой Маском. 
С момента своего создания DOGE стала объектом значительных споров. Критики, включая представителей Демократической партии, обвиняют организацию в превышении полномочий, называя её действия «захватом», «заморозкой» или даже «переворотом». Юристы отмечают возможные нарушения федерального законодательства, особенно в части доступа к личной и конфиденциальной информации. Практика DOGE по «ликвидации» агентств и перераспределению средств, утверждённых Конгрессом, была раскритикована как неконституционная, поскольку, по мнению экспертов, нарушает статью I Конституции США и может привести к «конституционному кризису».
В ответ Белый дом и представители Республиканской партии защищают DOGE и её руководство, утверждая, что организация действует в полном соответствии с федеральным законодательством. Они подчёркивают, что усилия DOGE необходимы для модернизации федерального правительства и обеспечения эффективного использования средств налогоплательщиков.

## История создания

### Концепция

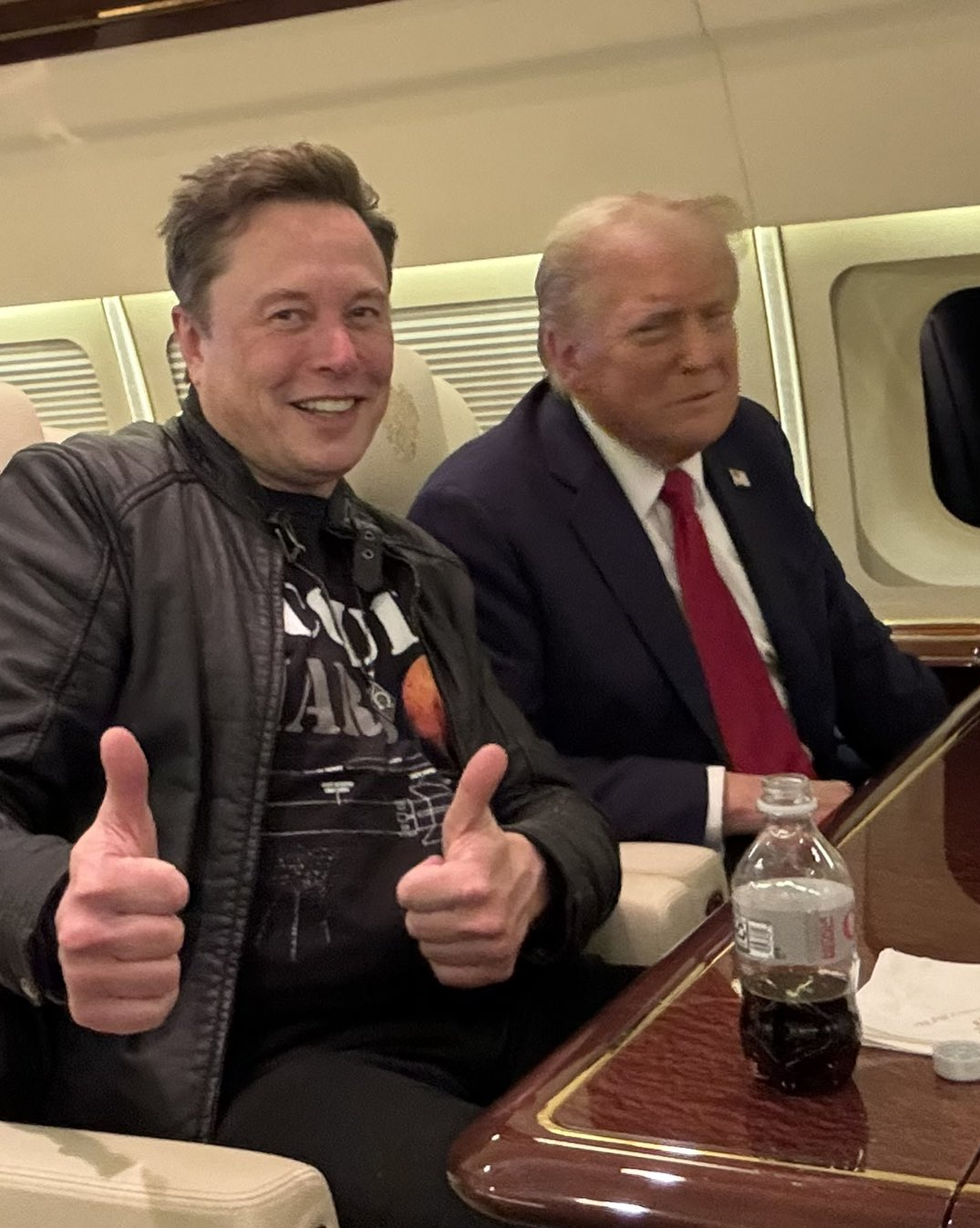
Маск (слева) был назначен Трампом (справа) главой DOGE

Идея создания DOGE связана с предвыборными обещаниями Дональда Трампа сократить федеральные расходы, уменьшить размер и влияние федерального правительства, а также снизить дефицит государственного бюджета. Концепция DOGE возникла в ходе обсуждений между Илоном Маском и Трампом, в ходе которого Маск предложил создать департамент для оптимизации работы правительства. В августе 2024 года Трамп на предвыборном мероприятии заявил, что в случае избрания, готов рассмотреть возможность предоставления Маску должности советника. В ответ Маск опубликовал пост на платформе X, написав: «Готов служить», сопроводив его созданным ИИ изображением, на котором он стоит за трибуной с надписью «Департамент эффективности правительства». Аббревиатура DOGE была воспринята как отсылка к dogecoin («догекоин») — мемкоину, который активно продвигает Маск. Официальный запуск сайта DOGE сопровождался логотипом догекоина с изображением пса породы сиба-ину.
Маск был крупнейшим донором на президентских выборах в США в 2024 году, потратив более $290 млн на поддержку Трампа и других республиканцев, главным образом в последние пять недель кампании, чтобы сохранить влияние в новой администрации. Он предложил, что DOGE сможет сократить федеральный бюджет США на сумму до $2 трлн за счёт снижения расточительства, упразднения избыточных агентств и сокращения числа федеральных служащих. Предприниматель Вивек Рамасвами, один из сторонников инициативы, также заявлял, что департамент может ликвидировать целые федеральные агентства и сократить число федеральных служащих на 75%. Маск также предложил сократить количество федеральных агентств с более чем 400 до менее чем 100. Он назвал дерегулирование единственным путём к реализации программы колонизации Марса компанией SpaceX и пообещал освободить людей от чрезмерного вмешательства правительства.
Согласно The New York Times, DOGE имеет сходство с предыдущими попытками реформирования правительства, включая Комиссию Кипапри президенте Теодоре Рузвельте, Комиссию Грейса при Рональде Рейгане, а также инициативу вице-президента Альберта Гора «Национальное партнерство по усовершенствованию правительственной структуры».
28 октября 2024 года на предвыборном митинге Трампа в Мэдисон-сквер-гарден Маск заявил, что, по его мнению, DOGE сможет сократить федеральные расходы на $2 трлн. Эта сумма превышает общий объём дискреционных расходов федерального правительства в 2023 году. После выборов Маск уточнил, что 2 трлн — это оптимистичный сценарий, но он уверен в возможности сократить расходы на $1 трлн. При этом Маск не уточнил, будет ли это сокращение достигнуто за один год или за более длительный период. Эксперты по бюджетным вопросам обычно оценивают такие изменения в рамках 10-летнего бюджетного горизонта.

### Формирование команды

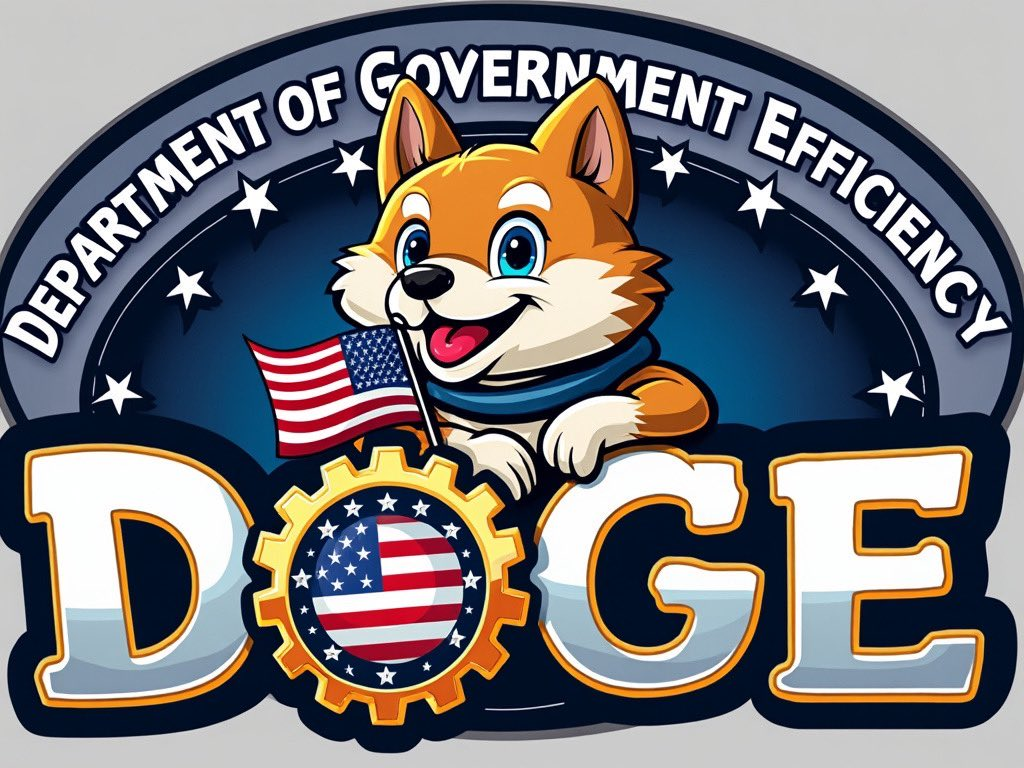
Реклама департамента, созданная искусственным интеллектом и размещенная Маском на платформе X

5 ноября 2024 года Маск предложил Рону Полу, бывшему конгрессмену и двукратному кандидату в президенты от Республиканской партии присоединиться к работе DOGE, что было воспринято как попытка привлечь к проекту известных сторонников ограничения роли федерального правительства.  
19 января 2025 года новостной отдел CBS News сообщил, что Рамасвами, один из ключевых участников проекта, планирует покинуть DOGE, чтобы сосредоточиться на избирательной кампании на пост губернатора Огайо. По данным CBS, внутри организации возникли трения между Рамасвами и Маском. Сторонники Маска, как сообщается, «в частном порядке подрывали» позиции Рамасвами, побуждая его уйти из-за его якобы недостаточной вовлечённости в проект. 20 января, после второй инаугурации Трампа, Белый дом подтвердил, что Рамасвами не будет участвовать в работе DOGE. 27 января Рамасвами заявил, что ушёл в отставку после «взаимного обсуждения» с Маском. Он отметил, что его подход был основан на конституционном праве и законодательных методах, в то время как Маск сосредоточился на технологическом подходе, который является подходом будущего. 
21 января The New York Times сообщила, что указ, учреждающий DOGE, переименовывает Цифровую службу США в Службу DOGE США и создаёт «команды DOGE», которые будут внедрены в федеральные агентства. Эти команды, состоящие как минимум из четырёх специальных государственных служащих, получат «полный и оперативный доступ ко всем несекретным записям, программным и IT-системам агентств» в «максимально возможной степени, соответствующей закону». Официальной целью группы является продвижение «президентской программы DOGE» путём «модернизации федеральных технологий и программного обеспечения для максимального повышения эффективности и результативности государственного управления». Бюджет службы остаётся неизвестным, при этом ожидается, что часть сотрудников будут работать на добровольной основе без оплаты.

### Кокус DOGE в Конгрессе
19 ноября 2024 года конгрессмены Аарон Бин (республиканец от Флориды) и Пит Сешнс (республиканец от Техаса) создали кокус (фракцию) «Обеспечение выдающейся эффективности работы правительства» (Delivering Outstanding Government Efficiency Caucus, DOGE Caucus) для поддержки миссии DOGE. 
21 ноября председатель комитета Палаты представителей США по надзору Джеймс Комер (республиканец от Кентукки) объявил о создании нового подкомитета под названием «Подкомитет по повышению эффективности правительства» (Delivering on Government Efficiency Subcommittee). Его возглавила конгрессвумен Марджори Тейлор Грин (республиканка от Джорджии),  основная его задача — тесное взаимодействие с DOGE для сокращения государственных расходов. 22 ноября сенатор Джони Эрнст (республиканка от Айовы) была назначена руководителем соответствующего кокуса в Сенате. В декабре 2024 года она предложила законопроект под названием «Закон об осушении болота» (Drain the Swamp Act), который обязывает каждое исполнительное агентство перевести не менее 30% сотрудников, работающих в штаб-квартирах в Вашингтоне в офисы за пределами столичного региона. Законопроект также ограничивает возможность удалённой работы для оставшихся сотрудников и требует сокращения офисных площадей штаб-квартир агентств на 30%. Он не был принят 118-м Конгрессом, но был повторно внесён на рассмотрение в 119-й Конгресс 7 января 2025 года.  
Несмотря на преимущественно республиканский состав кокуса, несколько демократов выразили готовность сотрудничать с DOGE. В декабре 2024 года конгрессмен Джаред Московиц (демократ от Флориды), единственный демократ, присоединившийся к кокусу DOGE на тот момент, предложил реорганизовать Министерство внутренней безопасности, исключив из его юрисдикции такие агентства, как Федеральное агентство по управлению в чрезвычайных ситуациях (FEMA) и Секретную службу. Это предложение было направлено на сокращение размеров министерства. 17 декабря кокус DOGE провёл своё первое заседание, на котором присутствовало более 60 членов Конгресса, включая трёх демократов. 

### Заявленные цели
Несмотря на своё название, DOGE не является федеральным исполнительным департаментом, для создания которого требуется одобрение Конгресса. После объявления о создании, но до его официального учреждения, издание Vox предположило, что организация «вряд ли будет иметь собственные регуляторные полномочия, но нет сомнений в том, что она сможет влиять на администрацию и процесс формирования бюджетов». Трамп заявил, что DOGE поможет «демонтировать правительственную бюрократию, сократить избыточное регулирование, урезать расточительные расходы и реструктурировать федеральные агентства». Он также отметил, что DOGE будет сотрудничать с Административно-бюджетном управлением (OMB) для решения проблемы, которую он назвал «массовыми отходами и мошенничеством» в государственных расходах.  
Согласно заявлениям Маска и Рамасвами, конечной целью DOGE является повышение эффективности правительства до такой степени, что необходимость в самой организации отпадёт. DOGE имеет установленную дату завершения своей деятельности — 4 июля 2026 года, в день 250-летия образования США. Эта идея соответствует предложению Рамасвами о том, что большинство государственных проектов должны иметь чёткие сроки окончания. Трамп заявил, что работа DOGE «завершится» не позднее 4 июля 2026 года. Он назвал ожидаемые результаты работы DOGE «идеальным подарком Америке».  

### Финансирование
По состоянию на 4 февраля 2025 года DOGE было выделено $6,75 млн. Конгрессмен Роза Делауро (демократ от Коннектикута) отметила, что эта сумма почти вдвое превышает годовой бюджет на зарплаты и расходы Белого дома. К 12 февраля бюджет увеличился более чем вдвое и составил $14,4 млн.

## Команда

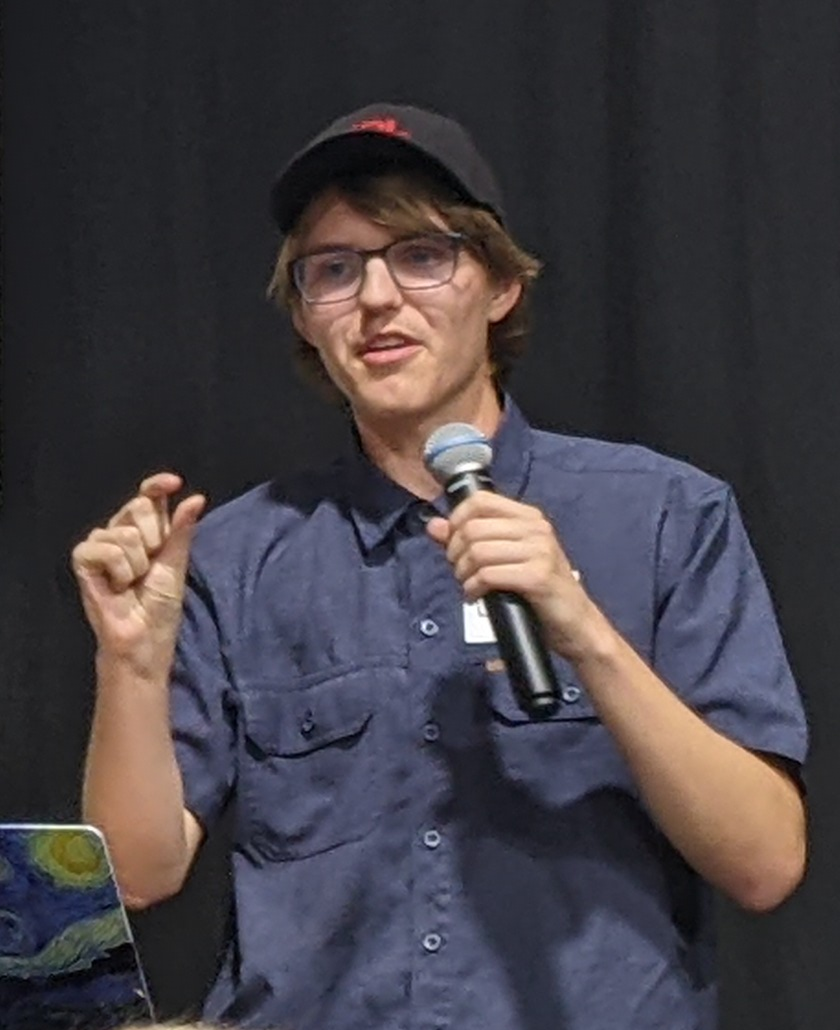
Люк Фарритор — один из нескольких инженеров в возрасте от 19 до 24 лет, практически не имеющих опыта работы в госструктурах

Маск получил статус «специального государственного служащего» (special government employee), который предназначен для советников федерального правительства. Этот временный статус предоставляет расширенный доступ к государственным ресурсам, но освобождает от некоторых обязательств по раскрытию данных, которые требуются от постоянных сотрудников.
Команда DOGE подчиняется Стиву Дэвису, давнему советнику Маска и CEO компании The Boring Company, который сыграл ключевую роль в сокращении расходов в X (бывший Twitter) и SpaceX. По данным The New York Times, Дэвис «приобрёл исключительное влияние в федеральных агентствах», хотя его роль официально не объявлена Белым домом. Сам Маск активно участвует в работе команды, и в январе 2025 года сообщалось, что он ночевал в здании административного офиса Эйзенхауэра.
| Имя                   | Должность/роль                     | Федеральные агентства | Прошлые работодатели                                        | Примечания                                                                                                 | Источник |
| --------------------- | ---------------------------------- | --- | ----------------------------------------------------------- | --- | -------- |
| Джейкоб Алтик         | Юрист                              | Исполнительный офис президента США | Апелляционный суд США по округу Колумбия, Верховный суд США | Работал клерком у судьи Неоми Рао; должен был стать клерком судьи Нила Горсача                             | [ 44 ]   |
| Энтони Армстронг      | Старший советник директора         | Управление кадровой службы (США) | Morgan Stanley (банкир)                                     | Работал над покупкой Twitter Маском                                                                        | [ 44 ]   |
| Джен Балахадия        |                                    | Министерство образования США | Илон Маск                                                   | Многолетний ассистент Маска                                                                                | [ 45 ]   |
| Александра Т. Бейннон | Исполнительный офис президента США | | Mindbloom (инженер)                                         | | [ 44 ]   |
| Риккардо Биазини      | Старший советник директора         | Управление кадровой службы (США) | The Boring Company, Tesla                                   | Участвовал в создании новой системы правительственной электронной почты в Управлении кадровой службы (США) | [ 44 ]   |
| Брайан Бьельде        | Старший советник                   | Управление кадровой службы (США) | SpaceX, Twitter                                             | Известен как «главный лейтенант DOGE»                                                                      | [ 44 ]   |
| Акаш Бобба            | Старший советник директора         | Управление кадровой службы (США) | Bridgewater Associates, Meta Platforms, Palantir            | Изучал управление, предпринимательство и технологии в Калифорнийском университете в Беркли                 | [ 44 ]   |
| Эдвард Користин       | Эксперт; старший советник          | Управление кадровой службы (США), Государственный департамент США, Министерство внутренней безопасности США, Федеральное агентство по управлению в чрезвычайных ситуациях, Агентство США по международному развитию | Neuralink (стажёр)                                          | Уволен со стажировки в Path в 2022 году из-за утечки внутренней информации.                                | [ 44 ]   |
| Стив Дэвис            |                                    | | The Boring Company (генеральный директор)                   | Давний соратник Маска                                                                                      | [ 44 ]   |

14 ноября 2024 года Маск через социальные сети призвал желающих присоединиться к DOGE отправлять свои резюме в личные сообщения аккаунта DOGE на платформе X. Изначально это могли делать только премиум-пользователи, но позже функция была открыта для всех. Маск заявил, что в DOGE работают «одни из лучших инженеров-программистов в мире».
В феврале 2025 года Wired сообщил, что в команду вошли несколько молодых инженеров в возрасте 19—24 лет с минимальным или отсутствующим опытом работы в государственных структурах, включая Акаша Боббу, Эдварда Користина, Люка Фарритора, Марко Элеза, Готье Коула Килиана, Гэвина Клигера и Итана Шаотрана. Из-за этого сотрудников департамента получили в СМИ прозвище «Doge Kids». Также в команду вошли бывшие сотрудники компаний Маска, такие как Риккардо Биазини (бывший инженер Tesla) и Аманда Скайлз (работавшая в xAI). 
В команде DOGE работают три юриста: Джейкоб Альтик, Джеймс Бёрнем и Кинан Кмиец. Кмиец ранее работал клерком у председателя Верховного суда Джона Робертса. Бёрнем был клерком у судьи Верховного суда Нила Горсача, а Альтик должен стать его клерком в будущем.

### Инциденты и критика
Действия команды DOGE вызвали значительную критику. Многие сотрудники DOGE отказывались раскрывать свои фамилии, отключали камеры во время видеозвонков и называли федеральных сотрудников «динозаврами». Некоторые члены команды использовали несколько анонимных электронных адресов для работы в различных агентствах, что вызывало вопросы о прозрачности и безопасности.
6 февраля 2025 года The Wall Street Journal сообщил, что Марко Элез, один из молодых сотрудников DOGE, ушёл в отставку после того, как его связали с удалённым аккаунтом в социальных сетях, где пропагандировались расизм и евгеника. Среди его публикаций были такие высказывания, как: «Я бы не возражал, если бы Газа и Израиль были стёрты с лица Земли» (июнь 2024 года), «Для протокола: я был расистом до того, как это стало модным» (июль 2024 года), а также «Вы не могли бы заплатить мне за то, чтобы я женился на представителе другой этнической группы» и «Нормализуем ненависть к индейцам» (сентябрь 2024 года). На следующий день Маск провёл опрос среди пользователей платформы X, спрашивая, стоит ли повторно нанять Элеза. Вице-президент Джей Ди Вэнс поддержал эту идею, заявив, что «глупые посты в социальных сетях не должны разрушать жизнь молодого человека. Мы не должны поощрять журналистов, которые пытаются уничтожить людей. Никогда. Поэтому я говорю: верните его». Маск пообещал восстановить Элеза в должности.  
Эдвард Користин, 19-летний сын владельца компании LesserEvil, также оказался в центре скандала. Ранее он был уволен из стажировки в аризонской компании Path Network, занимающейся защитой данных, за «утечку внутренней информации» конкурентам. Несколько недель спустя после увольнения он хвастался на Discord, что сохранил доступ к серверам компании. В 2021 году Користин основал компанию Tesla.Sexy LLC, которая управляет веб-доменами, некоторые из которых зарегистрированы в России. Многие URL-адреса, перенаправляющие на его сайт, содержали ссылки на материалы, связанные с педофилией и ку-клукс-кланом. Користин также сотрудничал с социальной сетью хакеров «The Com», связанной с киберпреступной деятельностью. Эксперты выразили обеспокоенность по поводу его допуска к государственным системам.  
Другой сотрудник, 25-летний Гэвин Клигер, оказался в центре внимания из-за репоста поста Ника Фуэнтеса, в котором высмеивались межрасовые семьи.  

### Секретность
Маск активно продвигает секретность в работе DOGE. Он обвинил тех, кто раскрыл личности сотрудников DOGE, в нарушении закона, заявив: «Не связывайтесь с DOGE». После того, как имена сотрудников DOGE стали появляться на Reddit, администраторы сайта ужесточили правила, запретив угрозы и доксинг (раскрытие личной информации). Популярный субреддит r/WhitePeopleTwitter впоследствии был заблокирован на три дня, а небольшой субреддит под названием r/IsElonDeadYet удалён навсегда.

## Действия в рамках федерального правительства

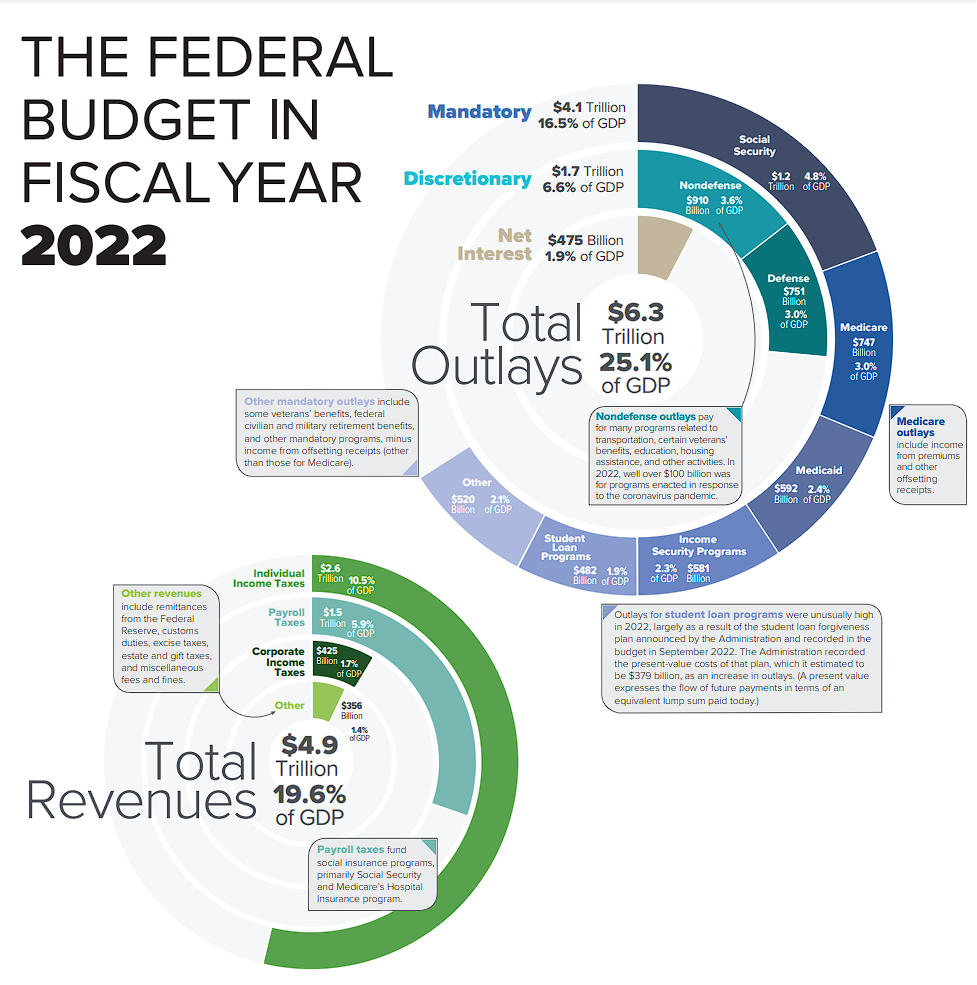
Федеральный бюджет США в 2022 году

В конце января 2025 года The Washington Post сообщил, что DOGE получил доступ к значительной части федерального правительства, назначив своих представителей и бывших сотрудников компаний Маска на ключевые должности в нескольких агентствах. Wired также сообщил, что высшие руководящие должности в Управлении кадров США (OPM), отвечающем за управление персоналом, были заняты новыми сотрудниками, ранее работавшими на Маска, Питера Тиля из Palantir Technologies, республиканских политиков или правых медиа. В то же время союзники Маска были внедрены в Управление общих служб (GSA), где планировались масштабные сокращения расходов.
28 января OPM предложило федеральным служащим программу «отложенной отставки», согласно которой сотрудники, подавшие заявление об уходе до 6 февраля, продолжали бы получать зарплату и льготы до 30 сентября 2025 года. Это предложение напоминало действия Маска после его приобретения Twitter, когда он также предлагал сотрудникам уволиться с сохранением выплат. К 6 февраля более 40 000 сотрудников приняли предложение, что оказалось ниже ожиданий.
Ранее Цифровая служба США подпадала под действие Закона о свободе информации (FOIA), законов о прозрачности в цепочке государственной отчетности через Административно-бюджетное управление (OMB). Однако с 5 февраля 2025 года сотрудникам DOGE было приказано прекратить использование корпоративного мессенджера Slack, поскольку организация перешла под контроль главы администрации Белого дома. Это позволило DOGE избежать публичного надзора за своими коммуникациями и операциями. 
10 февраля The New York Times сообщила, что администрация Трампа перевела DOGE под действие Закона о президентских записях, что освобождает её документы, коммуникации и записи от раскрытия общественности и судебных запросов как минимум до 2034 года.

### Вмешательство в работу федеральных агентств
Министр энергетики Крис Райт, вопреки рекомендациям генерального юрисконсульта и руководителей IT-отдела министерства, разрешил сотруднику DOGE Люку Фарритору доступ к компьютерным сетям ведомства. Сотрудники министерства назвали это решение «плохой идеей», отметив, что Фарритор не имеет необходимого допуска для работы в системе. При этом DOGE получил доступ к системам Национального управления ядерной безопасности (NNSA), отвечающей за защиту ядерных технологий и оружия, вопреки рекомендациям юристов и IT-специалистов Министерства энергетики.  
Команда DOGE также получила доступ к финансовым системам Министерства здравоохранения и социальных служб (HHS), включая высокозащищенные медицинские данные американцев, такие как система HIGLAS, которая охватывает почти все аспекты американского здравоохранения. Доступ к таким данным требует специального обучения в соответствии с законом HIPAA, но неизвестно, соблюдали ли сотрудники DOGE эти требования.   
5 февраля 2025 года стало известно, что DOGE получила доступ к базам данных и медицинским записям Министерства по делам ветеранов, , включая информацию о компенсациях и льготах для ветеранов вооруженных сил. В тот же день министр транспорта Шон Даффи заявил, что DOGE вмешается в работу Федерального авиационного управления (FAA) для «модернизации авиационной системы». Маск заявил, что президент Трамп поддерживает его усилия по «быстрому повышению безопасности системы управления воздушным движением». Бывший госсекретарь Хиллари Клинтон раскритиковала участие DOGE в вопросах безопасности FAA, отметив, что многие сотрудники группы даже не достигли возраста, чтобы арендовать автомобиль в США.  
В конце января группа Маска взяла под контроль Управление общих служб (GSA), отвечающее за федеральную недвижимость и технологии. Wired сообщил, что DOGE пыталась использовать учетные данные ИТ-отдела администрации президента для доступа к системам GSA. 
6 февраля новостной отдел ABC News сообщил, что сотрудники DOGE получили доступ к компьютерным системам Национального управления океанических и атмосферных исследований (NOAA). Сотрудники IT-отдела NOAA и Министерства торговли пытались предотвратить доступ в соответствии с протоколами безопасности, но оперативники проигнорировали их и силой проникли в помещения. Конгрессмены от Демократической партии назвали действия DOGE «хакерскими», а сотрудники NOAA предупредили, что это может напрямую угрожать жизни людей, мешая работе службы. Также сообщалось, что оперативники искали материалы, связанные с разнообразием, равенством и инклюзивностью (DEI), и проверяли знаки в туалетах на соответствие указам Трампа.  
20 января команда Маска взяла под контроль Управление кадровой службы (OPM), заблокировав доступ сотрудников к системам, содержащим личные данные миллионов федеральных служащих. После захвата OPM федеральные сотрудники по всей стране получили письма с просьбой сообщать о коллегах, занимающихся инициативами в области разнообразия, равенства, инклюзивности и доступности (DEIA). 4 февраля два анонимных сотрудника подали в суд, утверждая, что сотрудники DOGE незаконно установили частный сервер в сети OPM, и потребовали его удаления. 
12 февраля Grist сообщил, что администрация Трампа начала сокращать Агентство по охране окружающей среды (EPA), отправив почти 170 сотрудников Управления по вопросам продвижения экологической справедливости и защите гражданских прав (OEJECR) в оплачиваемый административный отпуск.  

#### Министерство финансов (USDT)
31 января 2025 года несколько источников сообщили, что Дэвид Лебрик, высокопоставленный сотрудник Министерства финансов США, был вынужден уйти в отставку после того, как отказался предоставить группе DOGE доступ к системе, которая обрабатывает более $5 трлн ежегодных платежей, включая выплаты по социальному обеспечению, зарплаты государственных служащих и платежи подрядчикам. В тот же день министр финансов Скотт Бессант предоставил DOGE доступ к этой системе. The New York Times описала это как возможную попытку Трампа «в одностороннем порядке ограничить выплаты средств, утверждённых Конгрессом для конкретных целей», что последовало за ранее введённым замораживанием финансирования.  
2 февраля Financial Times сообщила, что Маск ответил на пост Майкла Флинна, бывшего советника Трампа по национальной безопасности, который опубликовал изображение таблицы с данными о федеральных грантах организации Global Refuge, оказывающей помощь легальным мигрантам. Флинн, не предоставляя доказательств, заявил, что это часть схемы отмывания денег, и что многие организации «наживаются на наших кровно заработанных деньгах». Маск ответил, что DOGE «быстро закроет эти незаконные выплаты». Позже он утверждал, что чиновники Министерства финансов нарушают закон, ежечасно одобряя платежи, которые являются мошенническими или не соответствуют законам о финансировании, принятым Конгрессом.  
4 февраля представитель Министерства финансов написал федеральным законодателям, что сотрудник DOGE Том Краузе (также CEO Citrix Systems) имеет доступ «только для чтения» к системе платежей Казначейства, что предотвращает «задержки или перенаправление выплат по обязательствам, таким как Social Security и Medicare». Однако Wired сообщил, что другой член команды Маска, Марко Элез, получил неограниченный доступ к некоторым системам Казначейства и вносил «значительные изменения» в код платежной системы при минимальном контроле. Сенатор-демократ Рон Уайден, член финансового комитета, которому было направлено письмо, заявил, что дело «пахнет сокрытием». 11 февраля высокопоставленные чиновники Казначейства заявили в судебных документах, что доступ Элеза к системе с возможностью внесения изменений был предоставлен «по ошибке» и «на короткое время». Администрация Трампа заявила, что внутреннее расследование показало, что Элез не совершал несанкционированных действий, несмотря на возможность.  
Радиостанция «Международное французское радио» отметила, что один из сотрудников DOGE получил прямой доступ к компьютерной системе Казначейства, отвечающей за практически все государственные платежи, включая налоговые возвраты и зарплаты госслужащих, что дает ему контроль над миллиардами долларов под единоличным надзором Маска.
5 февраля отдел NBC News сообщил, что юристы Министерства юстиции согласились временно ограничить доступ сотрудников DOGE к информации в Министерстве финансов. Это решение было принято после подачи иска группой членов профсоюзов и пенсионеров против Казначейства. Элез и Краузе остались на своих местах, но с ограничением на раскрытие информации за пределами Казначейства. Однако день спустя Элез ушел в отставку. Это произошло после того, как The Wall Street Journal сообщил о его удаленных постах в соцсетях, где он открыто называл себя расистом и выступал за евгенику и против межэтнических браков.  
7 февраля коалиция из 19 штатов, в основном под управлением демократов, подала иск в федеральный суд Манхэттена с требованием запретить DOGE доступ к системе платежей. Через несколько часов федеральный судья вынес предварительный судебный запрет, запрещающий DOGE доступ к данным платежной системы, и приказал уничтожить любые данные, загруженные несанкционированными лицами с 20 января. Слушание было назначено на 14 февраля.  

#### Агентство США по международному развитию (USAID)
Маск резко критиковал Агентство США по международному развитию (USAID), называя его «преступной организацией», «гнездом радикальных левых марксистов, которые ненавидят Америку», и «злом». 1 февраля 2025 года члены команды DOGE получили доступ к засекреченной информации USAID без необходимых допусков. 2 февраля Wired сообщил, что сотрудники DOGE пытались получить несанкционированный доступ к засекреченной информации и системам безопасности USAID, но были остановлены сотрудниками службы безопасности агентства, которые позже были отправлены в отпуск. Группа начала демонтаж USAID, отключив сайт и аккаунт агентства в X, уволив сотрудников и остановив зарубежные проекты. Госсекретарь Марко Рубио объявил себя исполняющим обязанности администратора агентства, хотя USAID оставался независимым органом на протяжении шестидесяти лет.
3 февраля Маск заявил, что USAID будет закрыто, утверждая, что Трамп с этим согласился. Сотрудникам USAID было приказано держаться подальше от штаб-квартиры, а сотни сотрудников потеряли доступ к компьютерным системам агентства. Внутренний источник описал ситуацию: «За несколько часов DOGE отключила наши сайты, захватила почтовые ящики и лишила сотни государственных служащих доступа к системам».
5 февраля Маск ложно заявил, что USAID выделило миллионы долларов организациям Politico и Associated Press. На самом деле эти суммы были частью общих подписок для всего правительства, а USAID потратило на подписки Politico всего $44 тыс.. Пресс-секретарь Белого дома Кэролайн Ливитт заявила, что команда DOGE работает над отменой этих платежей.

#### Федеральное агентство по управлению в чрезвычайных ситуациях (FEMA)
11 февраля Маск вызвал возмущение республиканцев, опубликовав в X пост о финансировании FEMA отелей для мигрантов в Нью-Йорке. Он утверждал, что DOGE обнаружил, что средства, предназначенные для помощи при стихийных бедствиях, были незаконно перенаправлены на размещение мигрантов в «роскошных отелях». Это ложное заявление привело к увольнению четырех сотрудников FEMA, включая финансового директора, которых обвинили в принадлежности к глубинному государству. На следующий день министр внутренней безопасности Кристи Ноэм заявила, что вернула полную сумму, которую «активисты глубинного государства» выделили отелям для мигрантов в Нью-Йорке. Городской контролер подтвердил, что 80 миллионов долларов были изъяты с городского счета. Эти средства были выделены Конгрессом в 2024 году в рамках программы «Shelter and Services Program», созданной Конгрессом в 2023 году, и они отделены от средств для помощи при стихийных бедствиях.

## Реакция и критика

### Поддержка

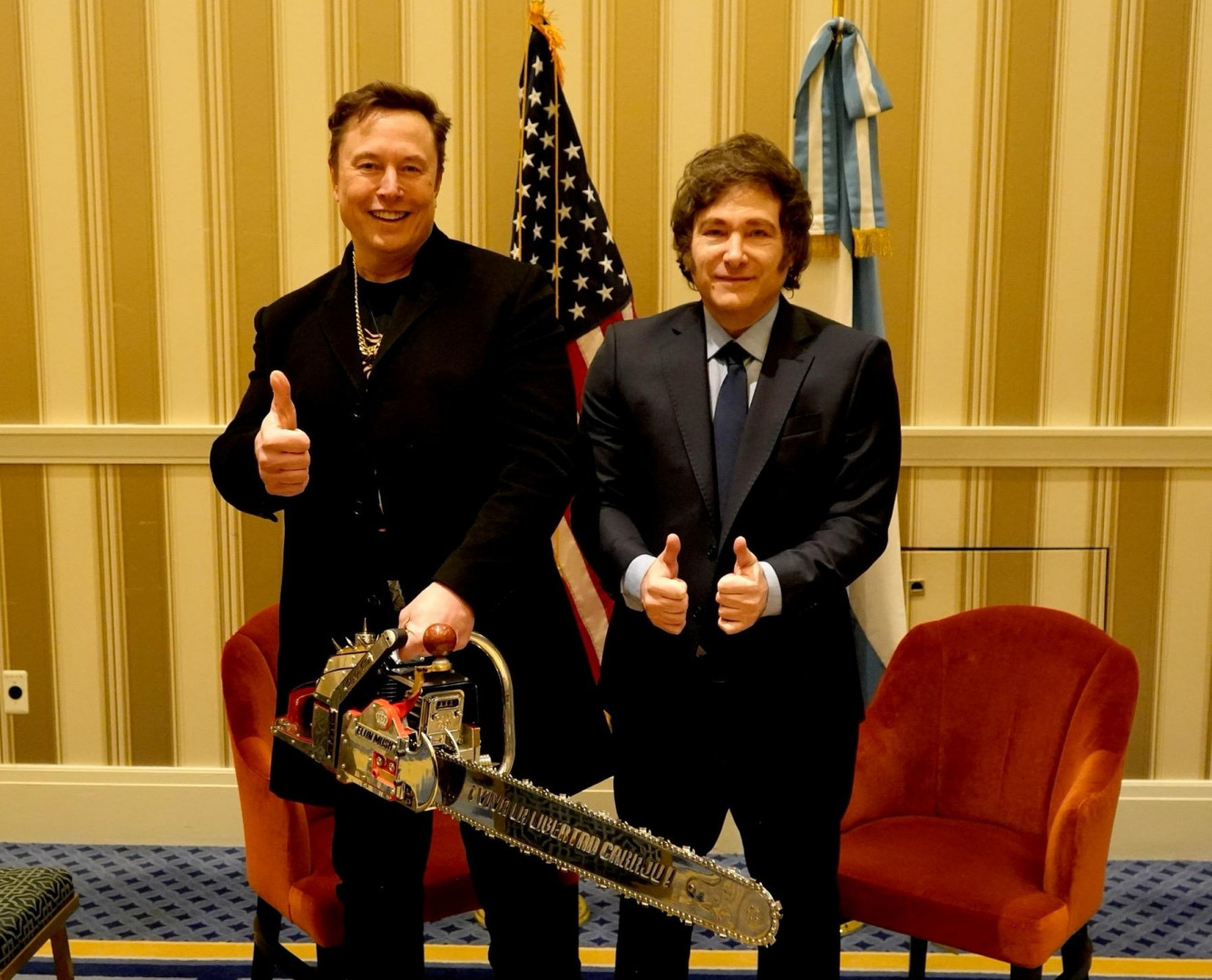
Хавьер Милей и Илон Маск

В сентябре 2024 года Джейми Даймон, CEO JPMorgan Chase, крупнейшего американского банка, заявил, что поддерживает идею создания DOGE для повышения компетентности правительства. В ноябре 2024 года Брайан Армстронг, CEO Coinbase, также высказался в поддержку этой инициативы.  
Президент Аргентины Хавьер Милей сообщил, что до официального объявления о создании DOGE Маск звонил Федерико Штурценэггеру, министру дерегулирования и преобразования государства Аргентины, чтобы обсудить возможность применения модели его министерства в США.  
10 января 2025 года 26 губернаторов штатов от Республиканской партии написали совместное письмо лидерам Конгресса, выразив «подавляющую поддержку Департаменту эффективности правительства (DOGE) президента Трампа». Губернаторы также заявили, что готовы помочь DOGE и Конгрессу добиться успеха.  
В декабре 2024 года сенатор Берни Сандерс поддержал планы DOGE по сокращению оборонных расходов. Конгрессмен-демократ Ро Ханна также выразил готовность сотрудничать с DOGE в этом вопросе. Однако к 6 февраля издание Punchbowl News сообщило, что Ханна и другие «заинтересованные» демократы разочаровались в DOGE и дистанцировались от комиссии после того, как увидели, как она функционирует. Ханна заявил, что он «потрясён неконституционными попытками заблокировать финансирование, утверждённое Конгрессом», и что он передал свои опасения Маску.  

### Критика и опасения
В ноябре 2024 года издание Politico сообщило о растущей обеспокоенности в технологическом сообществе и среди экспертов по политике, что проект DOGE переоценивает свои возможности и может потенциально  разрушить «значительную часть важной инфраструктуры, которая способствует американским инновациям». Бывший заместитель главного технического директора США Дженнифер Палка заявила, что, хотя реформа государственной службы необходима, массовые увольнения — неверный подход. Старший научный сотрудник Манхэттенского института Брайан Ридл,  отметил, что план DOGE по увольнению 25% федеральных служащих сократит только 1% федерального бюджета и потребует найма подрядчиков для выполнения оставшейся работы. The Washington Post привела мнение критиков, которые утверждают, что для сбалансирования бюджета потребуются повышение налогов или сокращение расходов на Medicare и Social Security, а предложения DOGE урезать федеральные программы, финансируемые Конгрессом, затронет здравоохранение ветеранов, инициативы Госдепартамента и Министерства юстиции, НАСА и множество крупных программ по борьбе с бедностью. Издание также процитировало экспертов по бюджету, которые заявили, что план Маска и Рамасвами демонстрирует их непонимание того, как работает правительство.
Дуглас Хольц-Икин из American Action Forum сравнил DOGE с Комиссией Грейса, ни одно из 150 предложений которой не было реализовано. По словам главного экономиста Moody's Марка Занди, 30% федерального бюджета, которые являются недискреционными, находятся на самом низком уровне в современной истории в процентах от ВВП, и даже найти 200 миллиардов долларов экономии крайне маловероятно. Бобби Коган, старший директор по вопросам федеральной бюджетной политики в Центре американского прогресса, заявил, что «угроза того, что рекомендации DOGE будут приняты Конгрессом, относительно низка», и что сокращение бюджета на $2 трлн, вероятно, приведёт к 33%-ному сокращению Social Security, Medicare и всех программ, связанных с компенсациями и здравоохранением ветеранов. Майя Макгинес из Комитета за ответственный федеральный бюджет заявила, что экономия в $2 трлн «абсолютно достижима» за 10 лет, но сделать это за один год «без ущерба для фундаментальных целей правительства, которые широко поддерживаются». Десмонд Лахман из Американского института предпринимательства заявил, что «реалистично говоря, нет большой политической готовности делать сложные вещи, необходимые для контроля над бюджетом».  
Департамент также рассматривается как возможный дубликат функций Счётной палатой США (GAO).

#### Конфликт интересов и критика со стороны политиков
Сенатор Патти Мюррей, заместитель председателя Комитета по ассигнованиям Сената, заявила на пресс-конференции 3 февраля, что Маск и его команда нарушают закон. Она назвала Маска «неизбранным, неподотчётным миллиардером с обширными конфликтами интересов и тесными связями с Китаем» и обвинила его в захвате финансовых систем страны.
Вопросы о конфликте интересов возникли в связи с тем, что компании Маска и Рамасвами являются подрядчиками федерального правительства. Пресс-секретарь Белого дома Кэролайн Ливитт заявила, что Маск сам определит, есть ли конфликт интересов. Журналист Малика Хурана перечислила 11 агентств, на которые повлияла DOGE, и которые имеют федеральные расследования или регуляторные споры с бизнесом Маска.
Конгрессвумен-демократ Зои Лофгрен раскритиковала DOGE, назвав его «неконституционным и незаконным» из-за предложений о замораживании средств, выделенных Конгрессом. Конгрессмен Грег Лэндсман описал департамент как «способ для самого богатого человека в мире, который получает миллиарды из федерального бюджета, взломать государственные данные и платежную систему за счет американского народа».
Axios назвал эти события «захватом Маском Вашингтона» и сравнил их с ситуацией с «Твиттером», отметив опасения по поводу «утечки мозгов», если высококвалифицированные сотрудники покинут свои должности. Информагентство The Associated Press сообщило, что Маск «создал альтернативную структуру власти» в правительстве.
Сет Маскет, профессор политологии в Университете Денвера, описал «заморозку функций правительства» как государственный переворот, поскольку Маск — частное лицо, захватившее контроль над устоявшимися государственными учреждениями. Он отмечает, что Маск не имеет роли в правительстве и ставит под сомнение законность Департамента эффективности правительства, который не является федеральным исполнительным органом, но берет на себя контроль над устоявшимися государственными агентствами. Автор Джит Хир в The Nation утверждал, что действия DOGE являются «традиционной революционной тактикой создания двоевластия для захвата контроля». Экономист и колумнист Пол Кругман охарактеризовал действия DOGE как «переворот в стиле XXI века», с чем согласилась The Guardian.

### Реакция Маска и Трампа
11 февраля во время пресс-конференции в Овальном кабинете с участием Трампа Маск ответил на вопрос о потенциальном конфликте интересов, заявив, что «все усилия его команды публикуются в аккаунтах DOGE в социальных сетях и на сайте».Ведущий CNN Андерсон Купер отметил, что Маск демонстрирует неприятие прозрачности, утверждая, что журналисты, расследующие деятельность сотрудников DOGE, совершают преступления; что сам Маск не опубликовал свои формы о конфликте интересов, и Белый дом заявил, что он не обязан этого делать; а также что заявления в аккаунте DOGE в X — это не более чем пресс-релизы (и на сайте DOGE нет контента, кроме заголовка и слогана). 
Позже в тот же день Трамп уволил генерального инспектора USAID Пола К. Мартина, на следующий день после того, как Мартин опубликовал отчет о риске порчи продуктов, находящиеся в портах, в транзите и на складах, на сумму $489 млн из-за усилий администрации Трампа по закрытию этого агентства.

## Оспаривание в суде
Многие эксперты в области права характеризуют действия DOGE как незаконные, нарушающие множество законов и нормативных актов, касающихся конфиденциальности, безопасности и полномочий Конгресса. Их подход был охарактеризован как «двигайся быстрее и ломай преграды». Юридические аналитики утверждают, что действия DOGE нарушают положения Закона о конфиденциальности (Privacy Act), Налогового кодекса и Федерального закона о модернизации информационной безопасности (Federal Information Security Modernization Act). Принудительное выселение сотрудников из офисов, заявления о «ликвидации» агентств и захват средств, утвержденных Конгрессом, были описаны как нарушение статьи I Конституции США и потенциально ведущие к конституционному кризису.
5 февраля 2025 года республиканские члены Комитета Палаты представителей США по надзору и правительственной реформе заблокировали усилия демократов вызвать Маска на слушания. 
7 февраля НПО «Американский союз защиты гражданских свобод» подала запросы в более чем 40 федеральных агентств в соответствии с Законом о свободе информации (Freedom of Information Act), чтобы выяснить, пытался ли DOGE получить доступ к базам данных, содержащим личную информацию, финансовые записи, медицинские данные или другие конфиденциальные записи американцев.

### Иски генеральных прокуроров штатов
28 января 2025 года генеральные прокуроры двадцати двух американских штатов подали иск против Трампа и Министерства финансов (New York et al. v. Trump et al., No. 1:25-cv-00039), требуя временного запрета на приостановку федеральной помощи. 31 января судья Джон Дж. Макконнелл-младший удовлетворил иск, заблокировав заморозку помощи. 10 февраля Макконнелл установил, что администрация Трампа не полностью выполнила его распоряжение, и потребовал немедленно прекратить заморозку средств и восстановить ранее замороженные выплаты до окончательного решения по постоянному судебному запрету.
7 февраля генеральные прокуроры девятнадцати штатов подали иск в Южный округ Нью-Йорка в связи с действиями DOGE в Бюро фискальной службы (New York et al. v. Trump et al., No. 25-CV-1144). 8 февраля судья Пол Энгельмайер вынес предварительный судебный запрет, запрещающий членам DOGE доступ к данным Казначейства и приказав удалить все несанкционированные копии. Белый дом назвал это решение «абсурдом и судебным произволом», а Маск заявил, что судья покрывает мошенников. Консервативный активист Чарли Кирк призвал администрацию Трампа проигнорировать решение, если оно станет постоянным. В те же выходные Джей Ди Вэнс заявил в X, что «судьям не разрешено контролировать законные полномочия исполнительной власти», сенатор от Арканзаса Том Коттон назвал судью «преступником». Слушание назначено на 14 февраля перед судьёй Жаннет Варгас. Она будет рассматривать данное дело. 

### Иски о неприкосновенности частной жизни
7 февраля Ассоциация студентов Калифорнийского университета подала иск против исполняющего обязанности министра образования Дениз Картер и Министерства образования, утверждая, что действия DOGE представляют собой беспрецедентное вторжение в частную жизнь (Univ. of California Student Ass'n v. Carter, No. 1:25-cv-00354). Дело было передано судье Рэндольфу Моссу.
Три профсоюза федеральных служащих — Alliance for Retired Americans, AFGE и SEIU — подали иск против Министерства финансов, утверждая, что министр финансов незаконно предоставил DOGE доступ к конфиденциальным данным (Alliance for Retired Americans v. Bessent, No. 1:25-cv-00313). Белый дом заявил, что Маск соблюдал все федеральные законы. 6 февраля судья Коллин Коллар-Котелли согласилась временно ограничить доступ DOGE к данным Казначейства до слушания по предварительному судебному запрету 24 февраля.

### Нарушения Закона о федеральных консультативных комитетах (FACA)
20 января, в день инаугурации Трампа, The Washington Post узнала о готовящемся иске против DOGE, ставящем под сомнение соблюдение департаментом федеральных правил прозрачности. В тот же день было подано еще три иска против Трампа, DOGE и Административно-бюджетного управления (OMB), утверждающих нарушение FACA, который требует, чтобы консультативные комитеты соблюдали баланс мнений, не проводили закрытых заседаний и предоставляли свои записи для общественного контроля.

### Увольнения и закрытие USAID
6 февраля Профессиональная ассоциация дипломатической службы США и Американская федерация служащих правительственных учреждений подали иск с целью остановить закрытие USAID (American Foreign Service Ass'n v. Trump, No. 1:25-cv-00352). Судья Карл Николс вынес временный запрет на увольнение 2200 сотрудников и возвращение зарубежных работников USAID в США. Слушание назначено на 12 февраля.

## Протесты

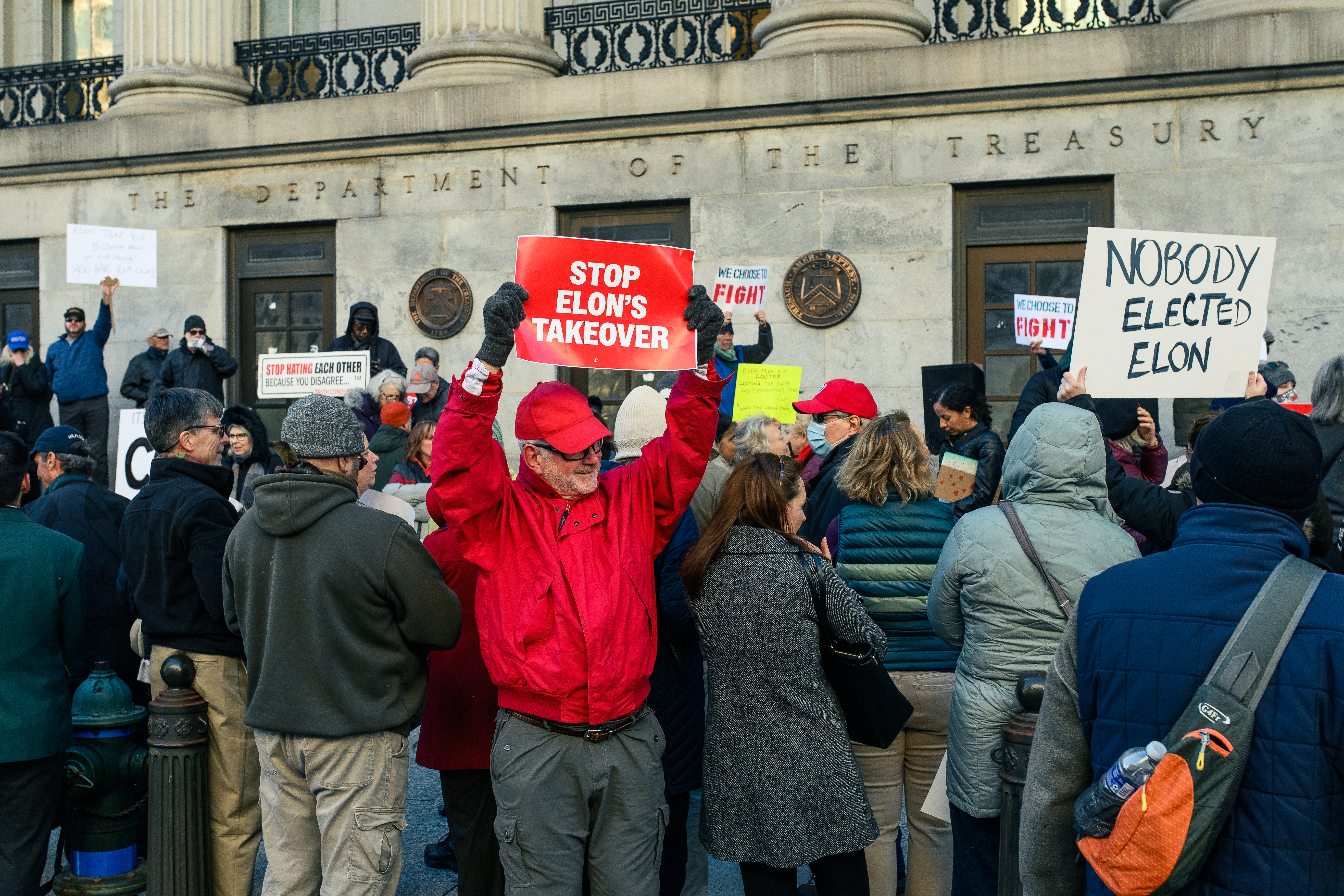
Протест 4 февраля 2025 года

3 февраля протестующие собрались у здания Управления кадровой службы (OPM) и заявили, что будут продолжать акции протеста до конца недели, выступая против DOGE и Илона Маска. Протестующие утверждали, что Маск незаконно захватил контроль над государственной инфраструктурой, и выражали обеспокоенность тем, что Маск, будучи неизбранным гражданином с иностранными гражданствами (Канады и ЮАР), потенциально похищает конфиденциальную информацию, хранящуюся на федеральных серверах.
На следующий день, 4 февраля, у здания Министерства финансов состоялся митинг, организованный через сарафанное радио и социальные сети. Изначально в нем участвовали около 50 человек, но их число быстро выросло до нескольких сотен. Среди участников были федеральные служащие, пенсионеры и другие граждане, встревоженные и возмущенные действиями Маска и DOGE. Они скандировали «Илон Маск должен уйти» и несли плакаты с надписями «Нет Трампу, нет Маску, нет фашистским США» и «Маск управляет Трампом». На митинге выступили конгессмены-демократы, включая Чака Шумера, Криса Ван Холлена и Максин Уотерс.